# Desmiostoma oblutum
Desmiostoma oblutum är en stekelart som beskrevs av Fischer 1980. Desmiostoma oblutum ingår i släktet Desmiostoma och familjen bracksteklar. Inga underarter finns listade i Catalogue of Life.